# منتخب ميانمار لكرة القدم للسيدات
منتخب ميانمار الوطني لكرة القدم للسيدات (بالبورمية: မြန်မာ အမျိုးသမီး ဘောလုံးအသင်း)‏ هو ممثل ميانمار الرسمي في المنافسات الدولية في كرة القدم في فئة كرة القدم للسيدات.

## وصلات خارجية
- الموقع الرسمي